# Scherenwelle
De Scherenwelle is een natuurgebied bij het dorp Wilsum in de Nederlandse gemeente Kampen. Het maakt deel uit van het Natura 2000 gebied IJsseluiterwaarden. In de uiterwaard liggen een aantal min of meer verlande strangen. Lokaal staan deze oude lopen van de IJssel bekend als de Hank en de Streng. De strangen worden omzoomd door rietmoeras en wilgenstruweel. In een van deze wateren broedt jaarlijks de zwarte stern op vlotjes tussen de bladeren van de gele plomp. Ook de bever, otter, ooievaar en kwartelkoning kunnen in het gebied worden gespot. In 2016 werd bij werkzaamheden in het kader van Ruimte voor de Rivier een grote populatie grote modderkruipers in een van de verlande strangen aangetroffen.
In het verleden is dit natuurgebied een eiland in de IJssel geweest. Zoals ook de Kaart van de gemeente Wilsum tussen 1811 en 1937 laat zien.
De uiterwaard is eigendom van Staatsbosbeheer, die een deel van de gronden in het centrale deel van het gebied verpacht. Dit centrale deel wordt extensief agrarisch beheerd. Dit betekent o.a dat er geen kunstmest of drijfmest op wordt aangebracht. Deze weilanden worden gemiddeld ieder jaar door de IJssel overspoeld. Met dit beheer worden goede groeiomstandigheden in stand gehouden voor de kievitsbloem. Dit bolgewas komt hier als enige plek langs de IJssel in groten getale voor. Via het laarzenpad door de Scherenwelle zijn de paarse bloemen van dit bolgewas eind april, begin mei voor een ieder te bewonderen. Via de Gelderse IJssel is dit gebied verbonden met Natuurgebied Onderdijkse Waard, het Reevediep en de Koppelerwaard.

## Afbeeldingen

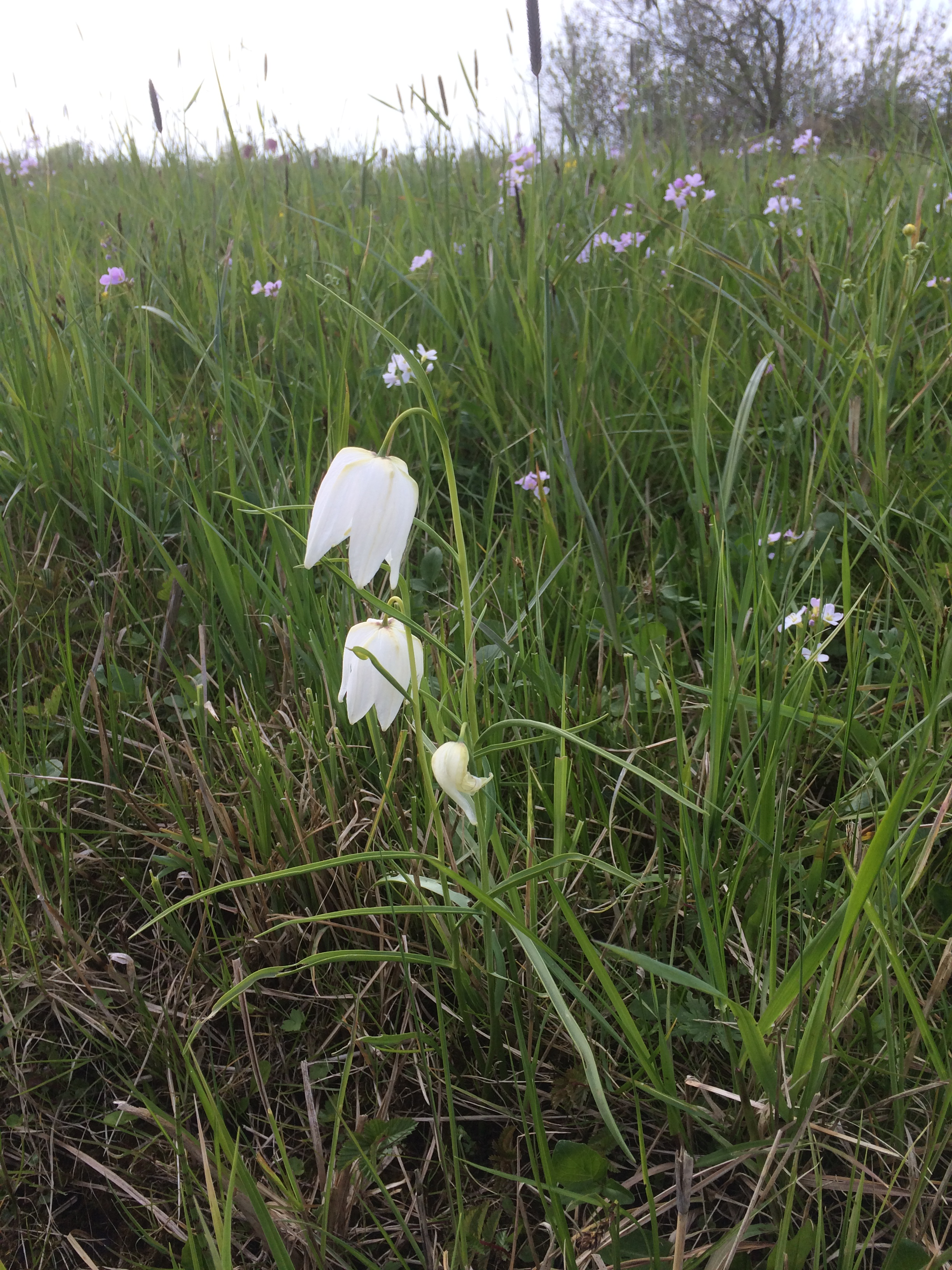
Witte kievitsbloem Scherenwelle, Wilsum
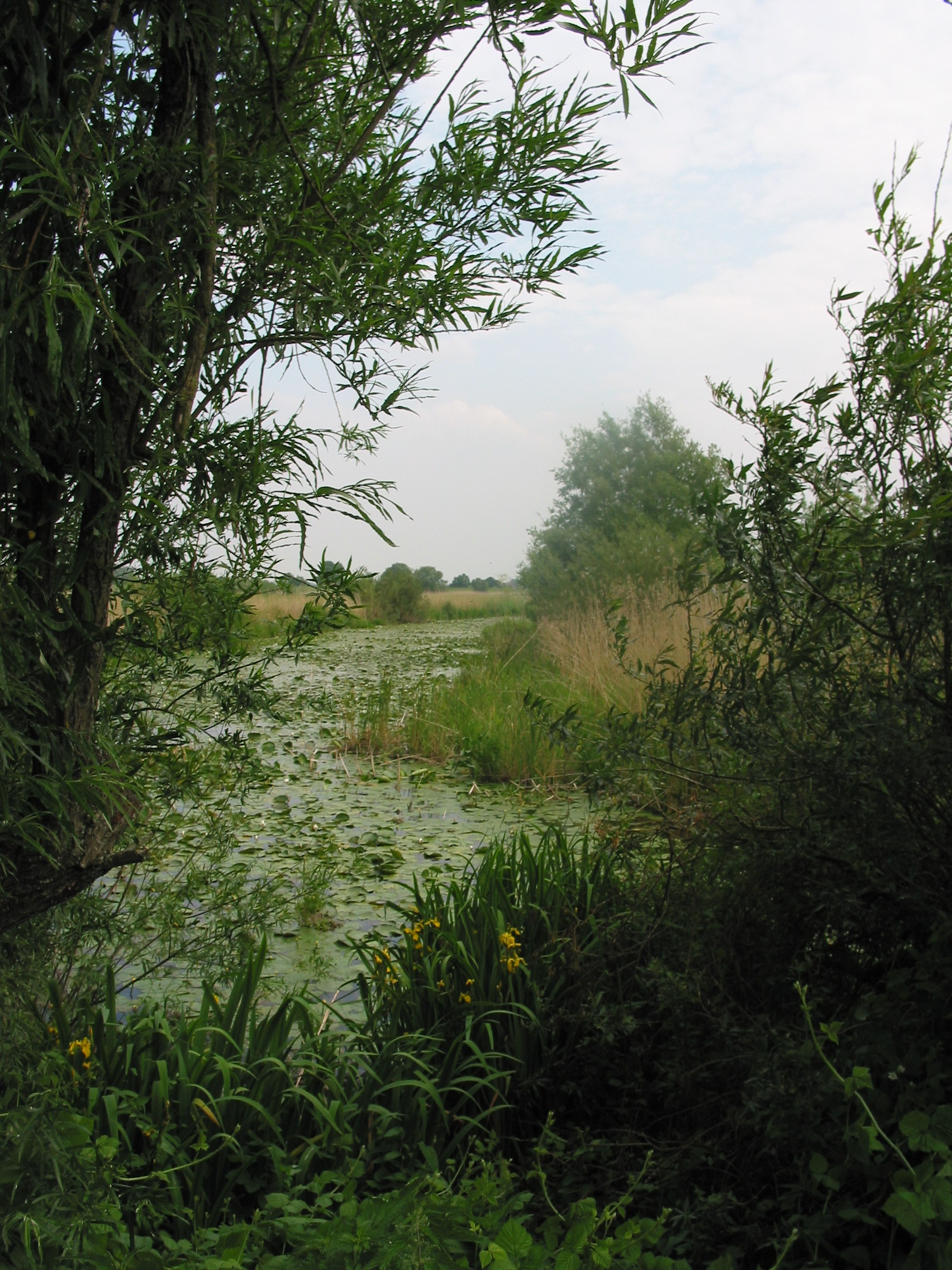
Strang met gele plomp, Scherenwelle, Wilsum
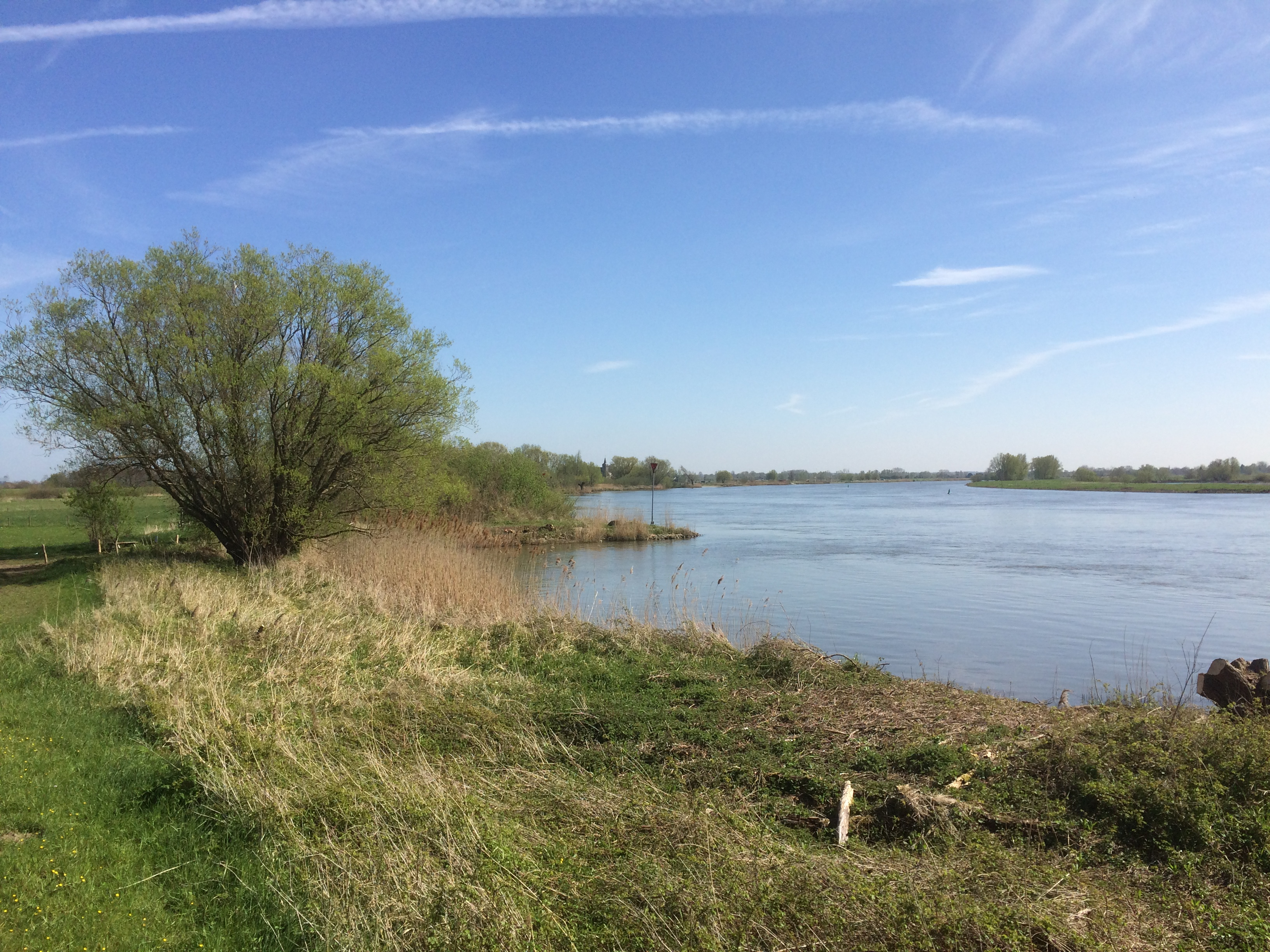
Oever van de IJssel,met links Scherenwelle, Wilsum en rechts de Onderdijkse waard in het Reevediepgebied
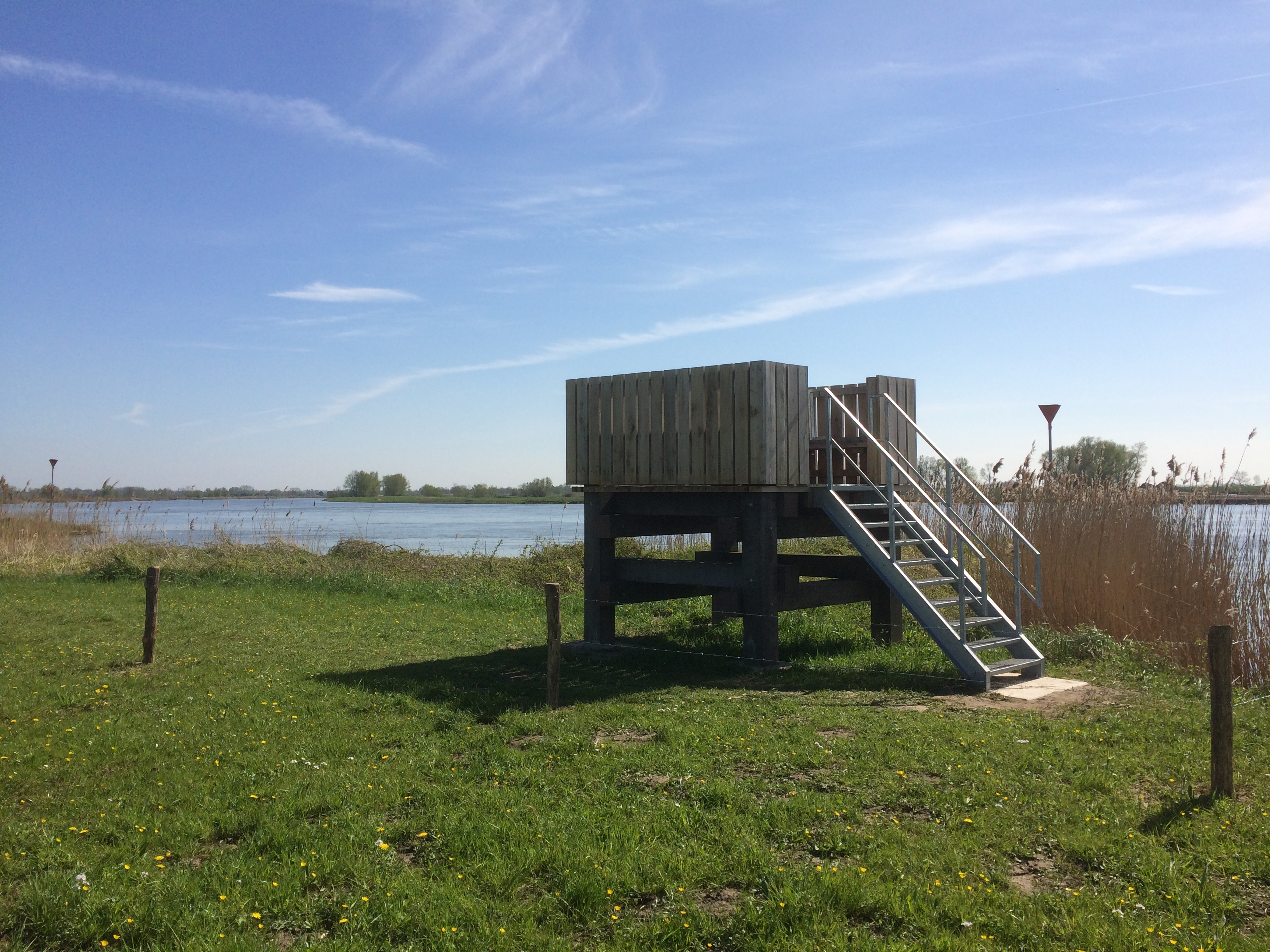
UItkijktoren, Scherenwelle, Wilsum en aan de overzijde van de IJssel gelegen Onderdijkse waard in het Reevediepgebied
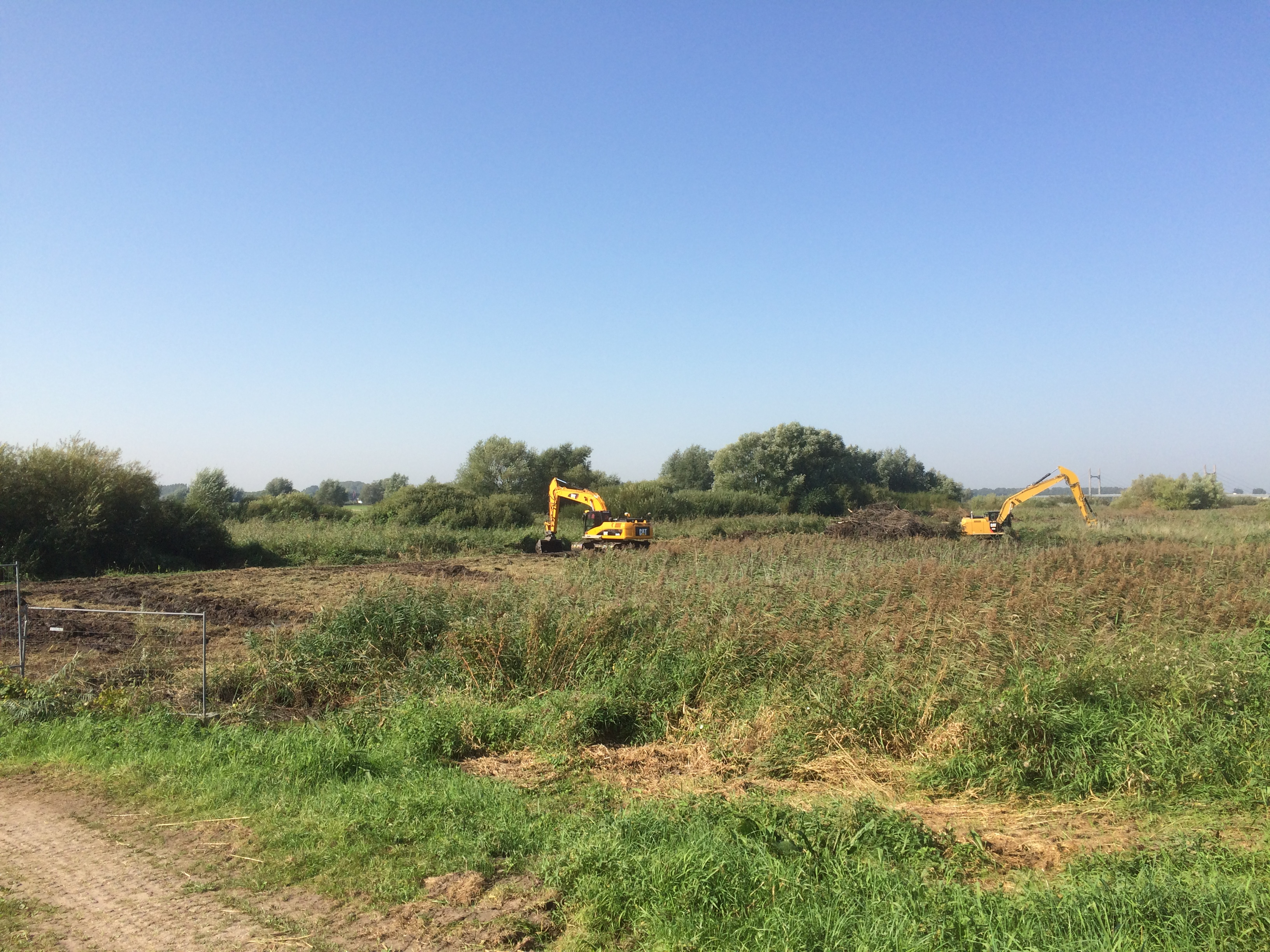
Plagwerkzaamheden in het rietmoeras van Scherenwelle, Wilsum
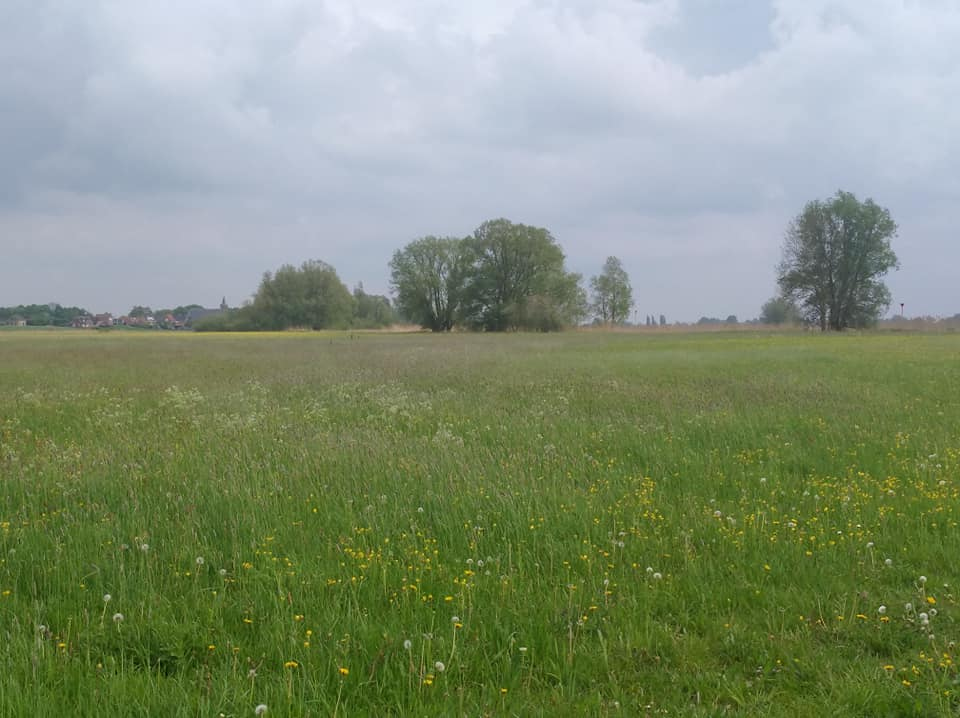
Een bloemenweide in Scherenwelle,Wilsum (NL) met een doorkijkje richting Lambertikerk
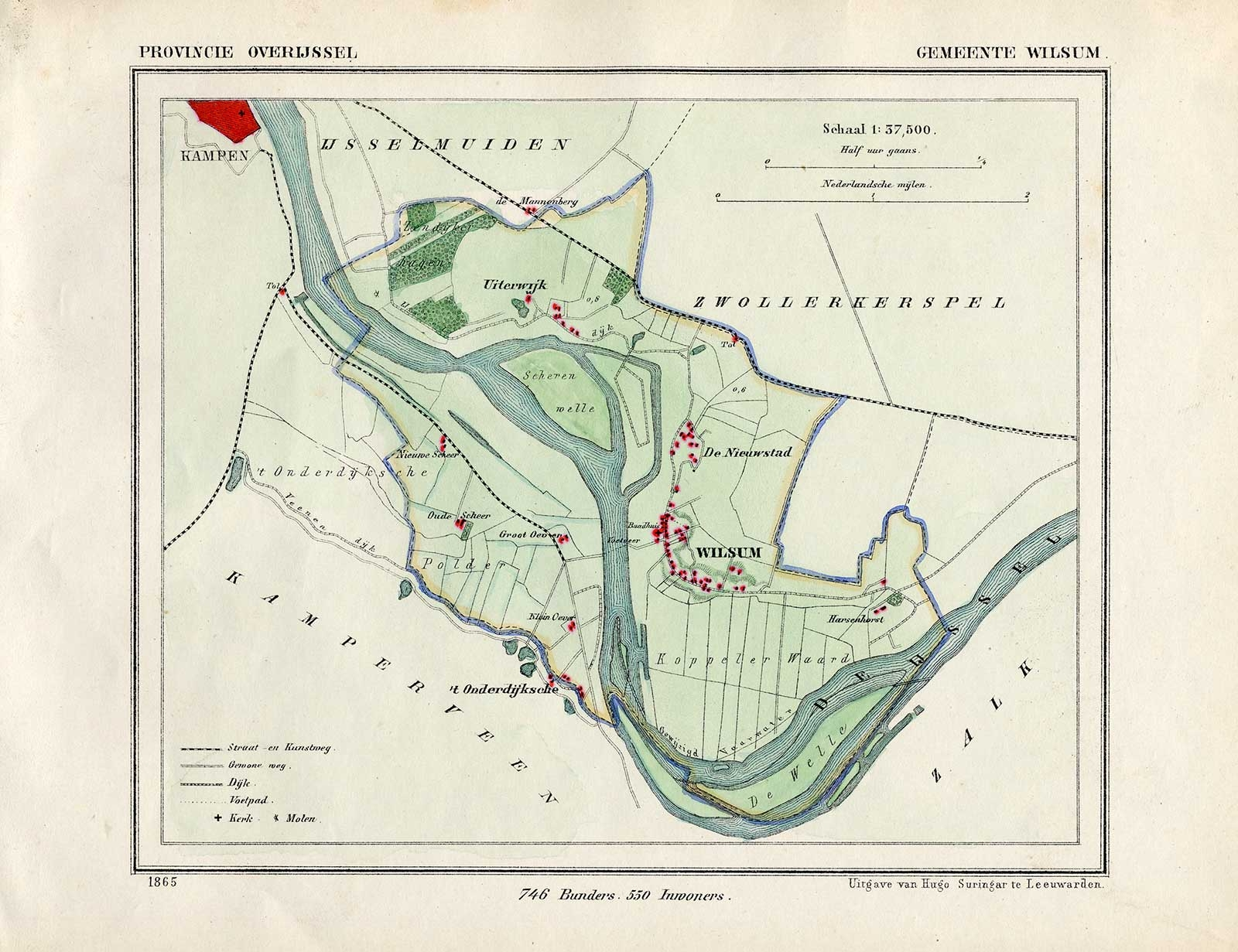
Kaart van de gemeente Wilsum die op deze manier bestaan heeft van 1811 tot 1937 met Scherenwelle als eiland